# روبرت فاين
روبرت فاين (بالإنجليزية: Robert Fine)‏ هو عالم اجتماع بريطاني، ولد في 16 نوفمبر 1945، وتوفي في 9 يونيو 2018.